# Hydroptila oneili
Hydroptila oneili är en nattsländeart som beskrevs av Harris 1985. Hydroptila oneili ingår i släktet Hydroptila och familjen smånattsländor. Inga underarter finns listade i Catalogue of Life.